# Lijst van voetbalinterlands Noorwegen - Rusland
Deze lijst van voetbalinterlands is een overzicht van alle officiële voetbalwedstrijden tussen de nationale teams van Noorwegen en Rusland. De landen hebben tot op heden vier keer tegen elkaar gespeeld. De eerste ontmoeting was een vriendschappelijke wedstrijd in Moskou op 14 september 1913. Het laatste duel, eveneens een vriendschappelijke wedstrijd, werd gespeeld op 31 mei 2014 in Oslo.

## Wedstrijden
| № | Plaats     | Datum             | Competitie        | Wedstrijd           | Uitslag |
| - | ---------- | ----------------- | ----------------- | ------------------- | ------- |
| 1 | Moskou     | 14 september 1913 | Vriendschappelijk | Rusland − Noorwegen | 1 − 1   |
| 2 | Kristiania | 12 juli 1914      | Vriendschappelijk | Noorwegen − Rusland | 1 − 1   |
| 3 | Oslo       | 28 april 2004     | Vriendschappelijk | Noorwegen − Rusland | 3 − 2   |
| 4 | Oslo       | 31 mei 2014       | Vriendschappelijk | Noorwegen – Rusland | 1 – 1   |

## Samenvatting
| Competitie        | Totaal gespeeld | Winst Noorwegen | Gelijk | Winst Rusland | Doelsaldo Noorwegen – Rusland |
| ----------------- | --------------- | --------------- | ------ | ------------- | ----------------------------- |
| Vriendschappelijk | 4               | 1               | 3      | 0             | 6 − 5                         |
| Totaal            | 4               | 1               | 3      | 0             | 6 − 5                         |